# John Ericsson
John Ericsson, nato Johan (Långban, 31 luglio 1803 – New York, 8 marzo 1889), è stato un inventore, imprenditore e armatore svedese naturalizzato statunitense, attivo in Inghilterra e negli Stati Uniti e considerato uno dei più influenti ingegneri meccanici di sempre. Ericsson collaborò alla progettazione della locomotiva a vapore Novelty, che partecipò alle Rainhill Trials sulla ferrovia Liverpool-Manchester, vinta dalla locomotiva Rocket di George Stephenson. In America, in collaborazione con il capitano Robert Stockton, che lo ha ingiustamente accusato di un incidente mortale, ha progettato la prima fregata a vapore con propulsione a elica della marina americana USS Princeton. Una nuova collaborazione con Cornelius Henry DeLamater della DeLamater Iron Works di New York portò alla realizzazione della prima nave corazzata con torretta rotante, la USS Monitor, che salvò drammaticamente lo squadrone di blocco navale statunitense dalla distruzione di una nave confederata corazzata, la CSS Virginia, ad Hampton Roads nel marzo 1862.

## Carriera iniziale

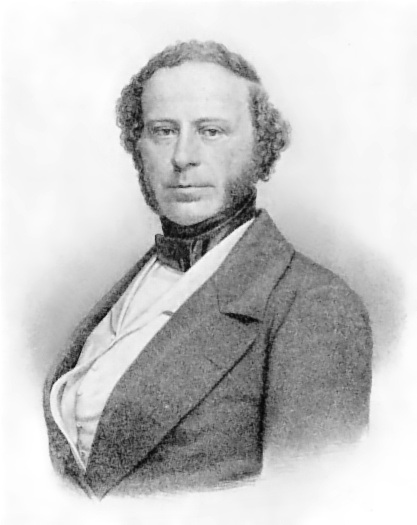
John Ericsson

Johan Ericsson è nato a Långban nella provincia di Värmland in Svezia. Era il fratello di Nils Ericson, illustre costruttore di canali e ferrovie in Svezia. Il padre Olaf Ericsson (1778-1818) aveva lavorato come supervisore di una miniera nel Värmland. Aveva perso soldi in speculazioni e nel 1810 dovette trasferire la sua famiglia a Forsvik. Qui lavorò come direttore alle esplosioni durante gli scavi del canale svedese di Göta.
Le straordinarie capacità dei due fratelli Ericsson furono scoperte da Baltzar von Platen, l'architetto del canale di Göta. Furono soprannominati "cadetti della meccanica" della Marina Reale Svedese e ingaggiati come tirocinanti presso l'impresa del canale. All'età di quattordici anni, John lavorava già come geometra indipendente. Il suo assistente doveva portare con sé un poggiapiedi per lui per poter raggiungere gli strumenti durante il lavoro di rilievo. All'età di diciassette anni si arruolò nell'esercito svedese nello Jämtland, prestando servizio nel reggimento dei ranger dello Jämtland, come sottotenente, ma fu presto promosso a tenente. Fu inviato nel nord della Svezia per effettuare rilievi e nel tempo libero costruì una macchina termica che utilizzava come propellente i fumi del fuoco invece del vapore. La sua abilità e il suo interesse per la meccanica lo portarono a dimettersi dall'esercito e a trasferirsi in Inghilterra nel 1826. Tuttavia la sua macchina termica non ebbe successo, poiché il suo prototipo era stato progettato per bruciare il legno di betulla e non avrebbe funzionato bene con il carbone (il principale combustibile utilizzato in Inghilterra).

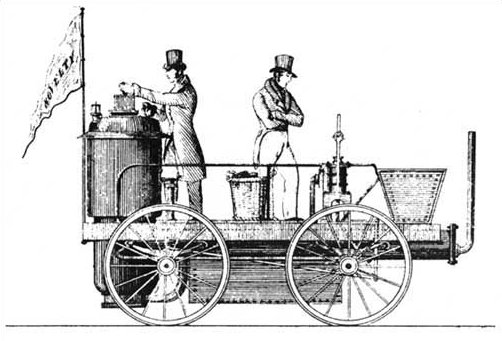
L’entrata di Braithwaite e Ericsson alle Rainhill Trials con la Novelty. Illustrazione tratta da The Mechanics Magazine del 1829

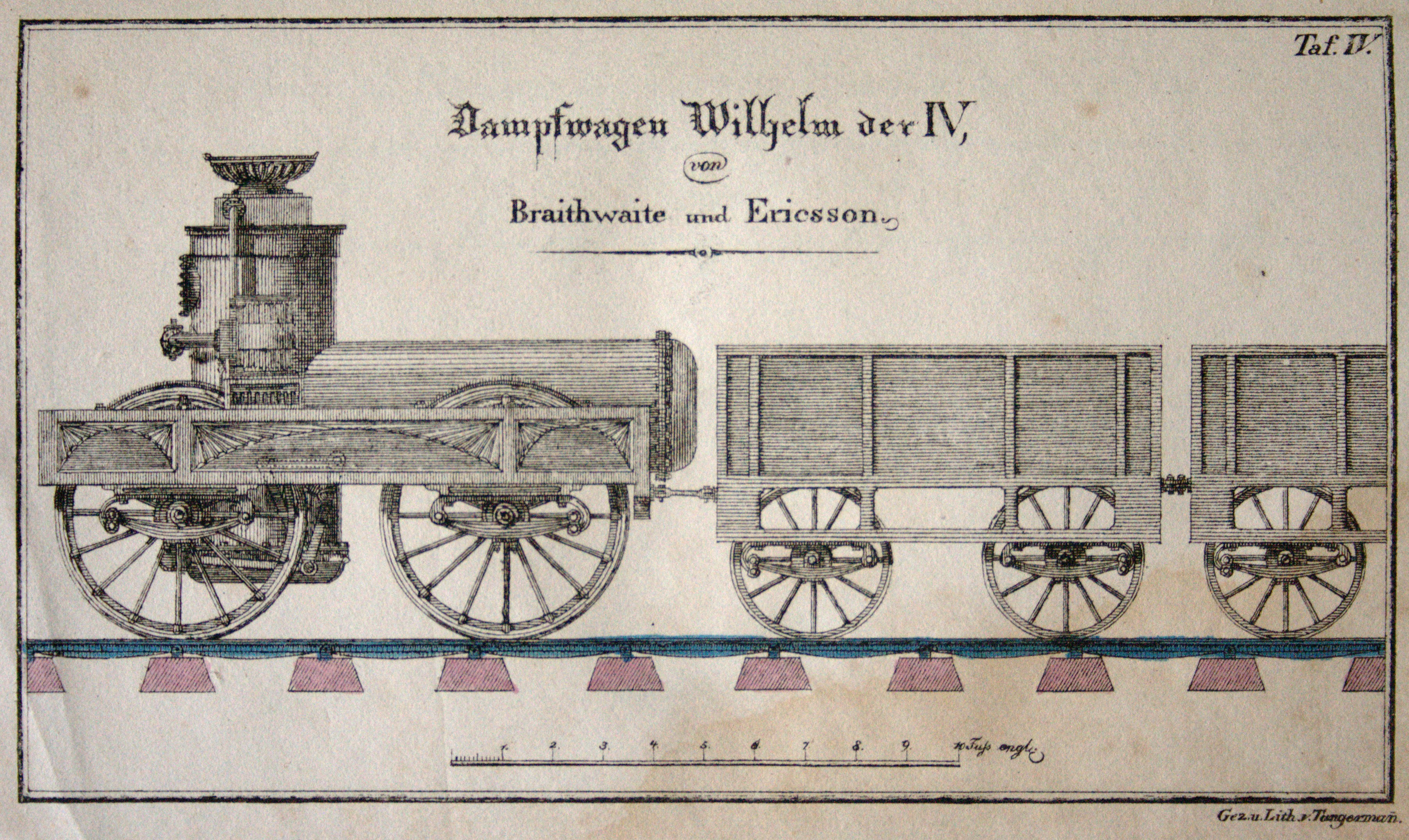
Disegno tedesco (1833) della locomotiva a vapore Wilhelm IV con scala in piedi, costruita da "Braithwaite und Ericsson"

Nonostante la delusione, ha inventato diversi altri meccanismi basati invece sul vapore, migliorando il processo di riscaldamento con l'aggiunta di soffietti per aumentare l'apporto di ossigeno alla base della combustione. Nel 1829 costruì Novelty insieme a John Braithwaite per le Rainhill Trials organizzate sulla ferrovia Liverpool-Manchester. Si è dimostrata notevolmente più veloce rispetto agli altri concorrenti, ma ha subito problemi ricorrenti con le caldaie, e la competizione è stata vinta dagli ingegneri inglesi George e Robert Stephenson con locomotiva Rocket.
Altri due motori furono costruiti da Braithwaite ed Ericsson, denominati William IV e Queen Adelaide in onore dei nuovi re e regina. Questi erano generalmente più grandi e più robusti della Novelty e si differenziavano in diversi dettagli (ad esempio si pensava di utilizzare un diverso design di soffiante che era di tipo "Induced Draught", che aspirava i gas dal fuoco). La coppia ha eseguito prove sulla ferrovia Liverpool-Manchester, ma la ferrovia ha rifiutato di acquistare i nuovi progetti.
Il loro innovativo motore antincendio a vapore si rivelò un eccezionale successo tecnico, contribuendo a placare il memorabile incendio delle Argyll Rooms il 5 febbraio 1830 (dove funzionò per cinque ore quando gli altri motori si bloccavano), ma fu accolto con la resistenza delle affermate Fire Laddies londinesi e delle autorità municipali. Un motore costruito da Braithwaite ed Ericsson per la spedizione artica di Sir John Ross del 1829 fallì e fu abbandonato sulle rive della Prince Regent Inlet. In questa fase della carriera di Ericsson la più riuscita e duratura delle sue invenzioni fu il condensatore a vapore, che permetteva ad un piroscafo di recuperare acqua fresca per le sue caldaie mentre era in mare. Il suo piombo di profondità, uno scandaglio attivato a pressione, fu un altro successo minore, ma duraturo. Il fallimento commerciale e i costi di sviluppo di alcune delle macchine ideate e costruite da Ericsson durante questo periodo lo fecero andare in prigione per un po' di tempo. A quel tempo sposò anche Amelia Byam, una diciannovenne, matrimonio disastroso che si concluse con la separazione della coppia fino alla morte di Amelia.

## Istruzione
La sua unica educazione formale era l'istruzione e l'addestramento di un ufficiale di base durante il periodo trascorso nell'esercito svedese. Il 27 marzo 1822, John superò un esame per geometra a Stoccolma. Da bambino gli fu insegnato il mestiere di minatore e geometra da suo padre.

## Progettazione dell’elica a vite

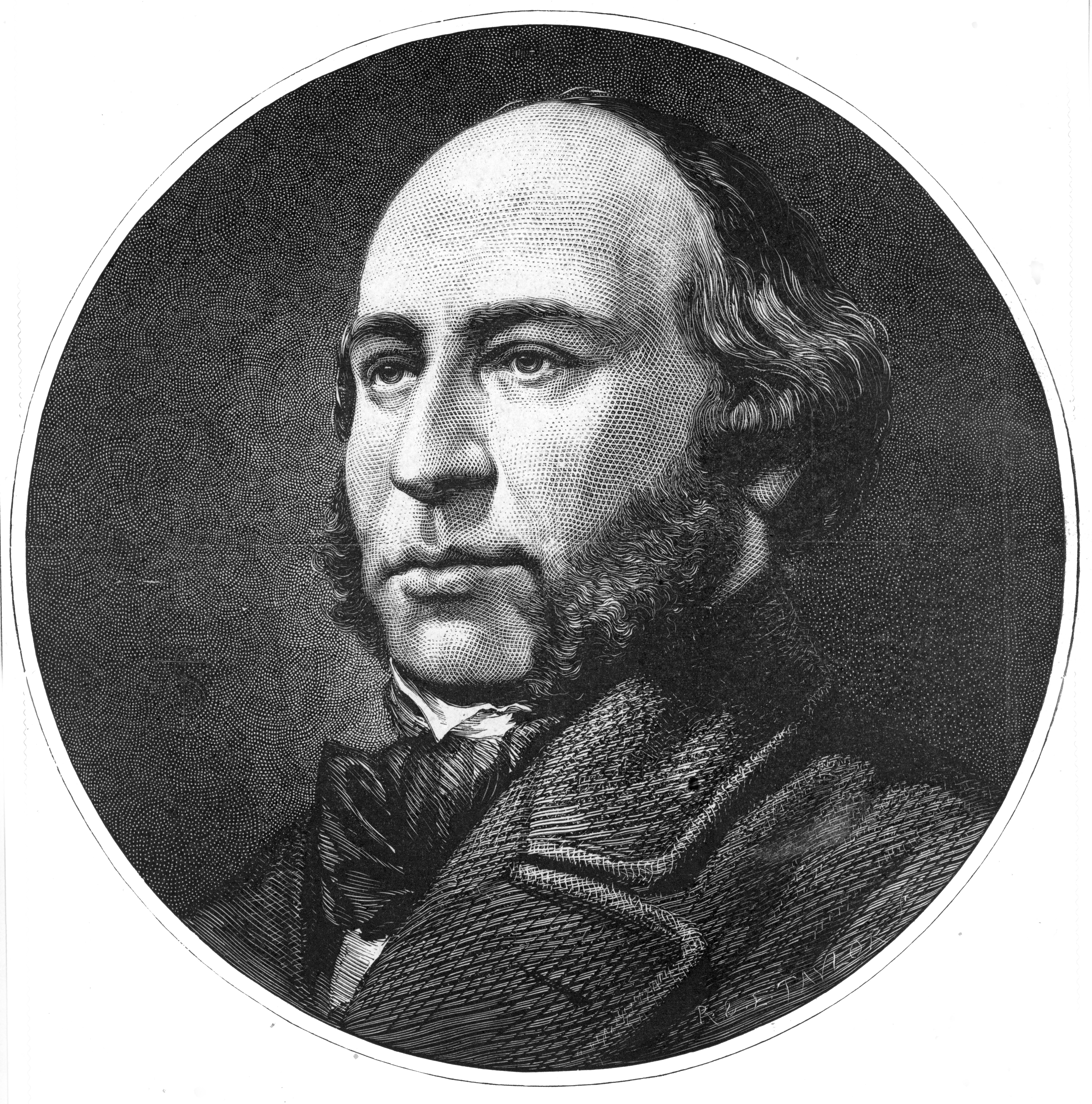
John Ericsson (1878)

Ericsson ha quindi migliorato la progettazione della nave utilizzando due eliche a vite che si muovono in direzioni diverse (a differenza dei precedenti test con questa tecnologia, che utilizzava una sola elica). Tuttavia, l'ammiragliato disapprovò l'invenzione, scelta che portò al fortunato contatto con l'incoraggiante capitano americano Robert Stockton che fece progettare per Ericsson un'elica a vapore per lui e lo invitò a portare la sua invenzione negli Stati Uniti d'America, dove sarebbe stata più gradita. Come risultato, Ericsson si trasferì a New York nel 1839. Il piano di Stockton prevedeva che Ericsson supervisionasse lo sviluppo di una nuova classe di fregate, mentre Stockton avrebbe usato i suoi notevoli legami politici per ottenere favoritismi. Infine, dopo la successione alla presidenza da parte di John Tyler, vennero stanziati altri fondi per un nuovo progetto. Sfortunatamente hanno ricevuto finanziamenti per uno sloop da 700 tonnellate invece che per una fregata. Lo sloop divenne infine la USS Princeton, dal nome della città natale di Stockton.
Si impiegarono tre anni per completare la nave ed era forse la nave da guerra più avanzata del suo tempo. Oltre alle eliche a doppia vite, era originariamente progettata per montare un’arma da 12 pollici (30 cm) con caricamento ad avancarica su un piedistallo girevole. Anche l'arma era stata progettata da Ericsson e utilizzava la costruzione del telaio per pretensionare la culatta, aumentando la sua forza e consentendo l'uso sicuro di una carica più grande. Altre innovazioni nel design della nave includono un imbuto pieghevole e un sistema di rinculo migliorato.
Le relazioni tra Ericsson e Stockton si erano tese nel tempo e, avvicinandosi al completamento della nave, Stockton iniziò a lavorare per costringere Ericsson ad abbandonare il progetto. Stockton evitò accuratamente di far sapere agli estranei che Ericsson era l'inventore principale. Stockton ha tentato di rivendicare il maggior credito possibile, anche progettando una seconda arma da 12 pollici (30 cm) da montare sulla USS Princeton. Purtroppo, non comprendendo il progetto della prima arma (originariamente chiamata The Orator, ribattezzata The Oregon da Stockton), la seconda arma si rivelò fatalmente difettosa.
Quando fu varata, la USS Princeton fu un enorme successo. Il 20 ottobre 1843 vinse una prova di velocità contro il battello a vapore SS Great Western, fino ad allora considerato il più veloce in mare. Purtroppo, durante una dimostrazione di sparo dell'arma di Stockton, la culatta si ruppe, uccidendo il segretario di stato Abel Parker Upshur e il segretario della marina Thomas Walker Gilmer, oltre ad altri sei. Stockton tentò di deviare la colpa su Ericsson, con moderato successo, nonostante il fatto che il cannone di Ericsson fosse solido e che fosse stata l'arma di Stockton a fallire. Stockton aveva anche rifiutato di pagare Ericsson, e utilizzando i suoi legami politici, Stockton riuscì a impedire alla marina di pagare Ericsson. Queste azioni portarono più tardi Ericsson a provare un profondo risentimento nei confronti della Marina degli Stati Uniti.

## Amicizia con Cornelius H. DeLamater
Quando Ericsson arrivò dall'Inghilterra e si stabilì a New York, fu convinto da Samuel Risley del Greenwich Village a dare il suo lavoro alla Phoenix Foundry. Lì incontrò Cornelius Henry DeLamater e ben presto si sviluppò un legame reciproco tra i due, e raramente da allora in poi Ericsson o DeLamater intrapresero un'impresa senza prima consultare l'altro.
(James L. Nelson)
Con il tempo, la DeLamater Iron Works divenne nota come Asylum, dove il capitano Ericsson aveva libero sfogo per sperimentare e tentare nuove imprese. Qui fu costruito l’Iron Witch, il primo battello a vapore in ferro. La prima invenzione ad aria calda del capitano Ericsson fu introdotta per la prima volta nella nave Ericsson, costruita interamente da DeLamater. La DeLamater Iron Works lanciò anche il primo sottomarino, il primo siluro semovente e la prima torpediniera. Quando DeLamater morì il 2 febbraio del 1889, Ericsson non poté essere consolato.  La morte di Ericsson un mese dopo non fu una sorpresa per i suoi cari amici e conoscenti.

## Motore ad aria calda
Ericsson ha poi proceduto a inventare autonomamente il motore calorico, o ad aria calda, nel 1820, che utilizzava l'aria calda, calorica nel linguaggio scientifico del giorno, invece del vapore come propellente. Un dispositivo simile era stato brevettato nel 1816 dal reverendo Robert Stirling, la cui priorità tecnica di invenzione fornisce il termine Motore Stirling per il dispositivo. Il motore di Ericsson non ebbe inizialmente successo a causa delle differenze di temperatura di combustione tra la legna svedese e il carbone britannico. Nonostante le sue battute d'arresto, Ericsson fu insignito del premio Rumford dell'American Academy of Arts and Sciences nel 1862 per la sua invenzione.
Nel 1830 Ericsson brevetta il suo secondo motore, che può funzionare con vapore, aria o acqua. L'obiettivo di questo motore rotativo è quello di ridurre il motore entro limiti più convenienti senza alcuna corrispondente perdita di potenza.
Nel 1833 Ericsson costruisce il suo terzo motore, un motore ad aria calda (o motore calorico), esposto a Londra:
(John O. Sargent)
Questo motore include un rigeneratore che ispirerà molti altri inventori di motori ad aria calda.
La nave calorica, il quarto motore di Ericsson, sarà costruita nel 1852. Un gruppo di mercanti e finanzieri di New York guidato da John B. Kitching, Edward Dunham, presidente della Corn Exchange Bank, e G.B. Lamar, presidente della Bank of the Republic, sostenne il progetto e nell'aprile 1852 la chiglia della nave fu posata nel cantiere di Perine, Patterson e Stack a Williamsburgh. All'incirca nello stesso periodo la costruzione del motore fu iniziata dai signori Hogg e Delamater. Lo scafo e i macchinari furono costruiti nel più grande riserbo possibile, sia Ericsson che i suoi finanziatori erano convinti che la loro nave avrebbe rivoluzionato il trasporto oceanico grazie alla sua economia e sicurezza, e che i concorrenti avrebbero, se possibile, copiato il progetto del motore. Il 15 settembre 1852, la nave fu varata e nel mese di novembre il motore si ribaltò sotto la propria potenza. Sarà un fallimento. I motori sperimentali più piccoli, basati sullo stesso brevetto e costruiti prima della nave calorica, si dimostreranno efficienti.
Negli ultimi anni, il motore calorico avrebbe reso Ericsson comodamente ricco, in quanto il suo design senza caldaia lo rendeva un mezzo di alimentazione molto più sicuro e pratico per la piccola industria rispetto ai motori a vapore. L'incorporazione da parte di Ericsson di un dissipatore di calore (rigeneratore) per il suo motore lo ha reso estremamente efficiente dal punto di vista dei consumi. A quanto pare nel periodo post guerra civile qualche tempo prima o intorno al 1882, dalla data di pubblicazione, il capitano Charles L. Dingley acquistò una nave chiamata Ericsson, con un peso di 1.645 tonnellate e costruita da John Ericsson (anche se la sezione di cui sopra sull'amicizia di John Ericsson con Cornelius Henry DeLamater dice che la nave conosciuta come Ericsson è stata costruita dalla DeLamater Iron Works), per provare il motore ad aria calda come forza motrice nella navigazione oceanica.
Nel 1883 John Ericsson costruì un motore ad aria a riscaldamento solare da 1 HP. La caratteristica principale del motore con pannello solare termico è quella di concentrare il calore radiante per mezzo di una vasca rettangolare con fondo curvo rivestito all'interno di piastre lucidate, disposte in modo da riflettere i raggi del sole verso un riscaldatore cilindrico posto longitudinalmente sopra la vasca. Questo riscaldatore, che non è necessario dichiarare, contiene il mezzo di azione, vapore o aria, impiegato per trasferire l'energia solare al motore; il trasferimento viene effettuato per mezzo di cilindri muniti di pistoni e valvole simili a quelle dei motori di tipo ordinario. Ingegneri pratici, così come scienziati, hanno dimostrato che l'energia solare non può essere resa disponibile per la produzione di forza motrice, in conseguenza della debolezza della radiazione solare.

## Progettazione di navi
Il 26 settembre 1854, Ericsson presenta a Napoleone III di Francia i disegni di navi da battaglia corazzate e rivestite di ferro con una torretta a cupola con armi, e anche se l'imperatore francese elogia questo particolare progetto di invenzione, non fece nulla per metterlo in pratica. Nel 1851 progetta la nave calorica Ericsson.

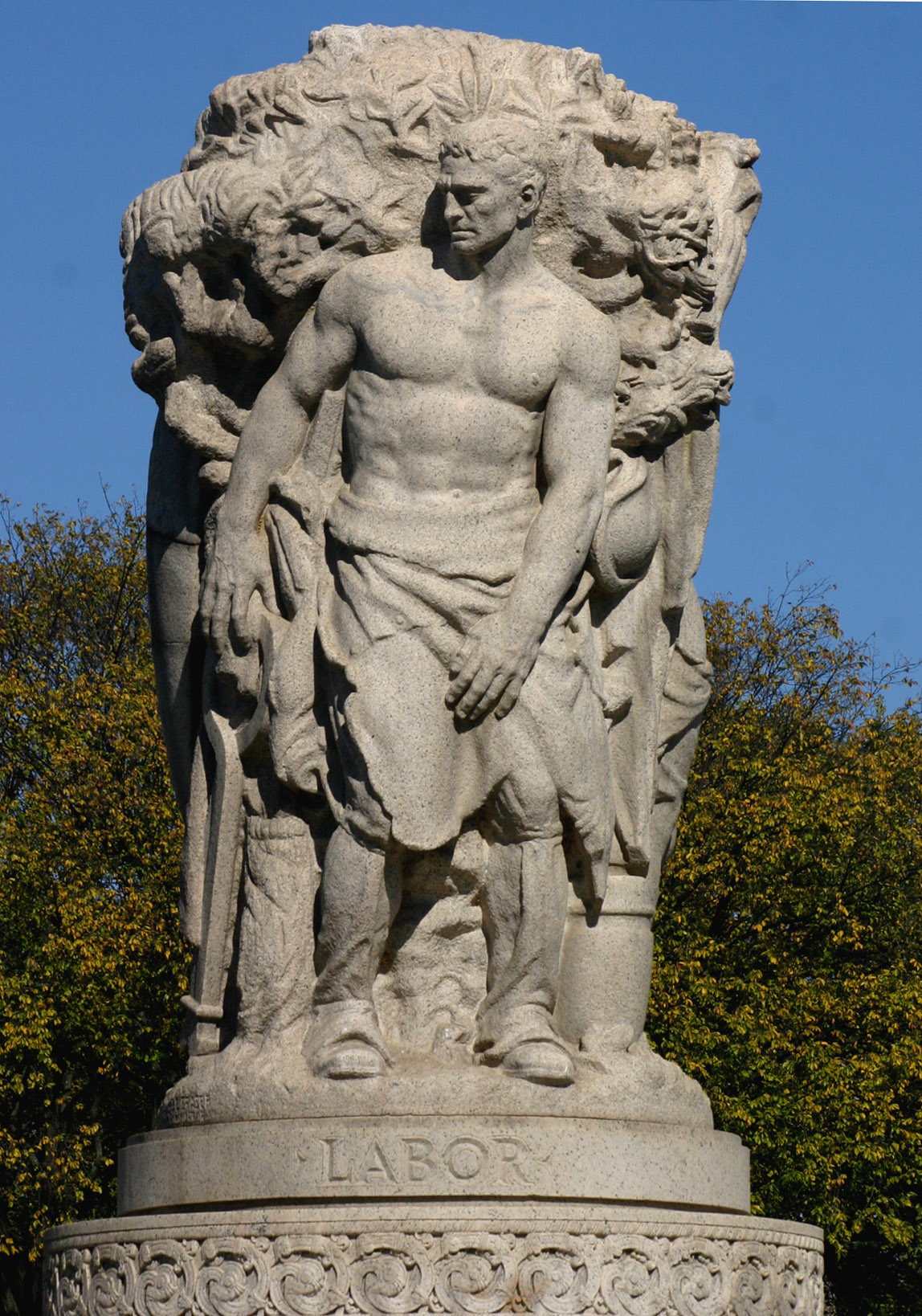
John Ericsson National Memorial a Washington D.C.

## USSMonitor

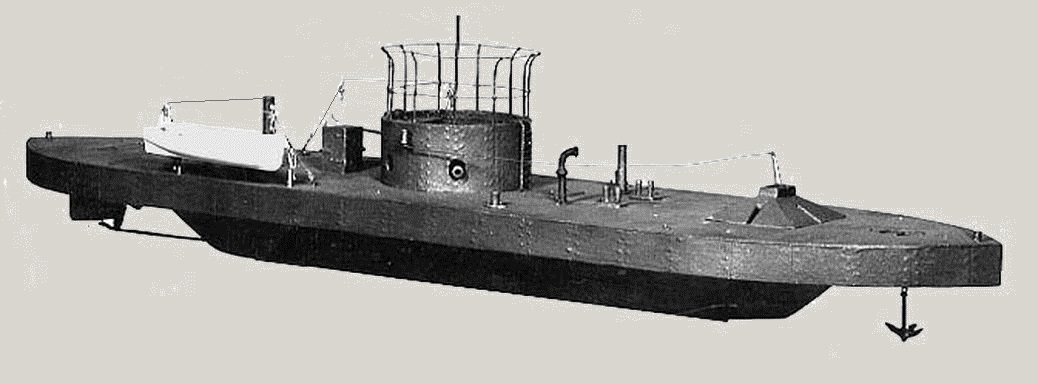
Replica della USS Monitor

Poco dopo lo scoppio della guerra di secessione americana nel 1861, la Confederazione iniziò a costruire una corazza in ferro battuto sullo scafo dell'USS Merrimack, parzialmente bruciata e poi affondata dalle truppe federali prima di essere catturato dalle forze fedeli al Commonwealth della Virginia. Quasi contemporaneamente, il Congresso degli Stati Uniti d'America aveva raccomandato nell'agosto 1861 la costruzione di navi corazzate per la marina americana. Ericsson aveva ancora un'antipatia per la marina degli Stati Uniti, ma fu comunque convinto dal duro lavoro di Lincoln e dall'operoso Segretario della Marina Gideon Welles e da Cornelius Scranton Bushnell a presentare loro un progetto di nave corazzata. In seguito Ericsson presentò i disegni dell'USS Monitor, un nuovo progetto di nave corazzata che includeva una torretta rotante che ospitava una coppia di grandi cannoni. Nonostante le polemiche sul design unico, basato su zattere da legname svedesi, la chiglia fu infine posata e la nave corazzata fu varata il 6 marzo 1862. La nave passò dai progetti al varo in circa 100 giorni, un risultato sorprendente.
L'8 marzo, l'ex USS Merrimack, ribattezzata CSS Virginia, stava devastando lo Union Blockading Squadron in legno della Virginia, affondando la USS Congress e la USS Cumberland. La USS Monitor apparve il giorno successivo, iniziando la prima battaglia tra navi da guerra corazzate il 9 marzo 1862, a Hampton Roads in Virginia. La battaglia si concluse in uno stallo tattico tra le due navi da guerra corazzate, nessuna delle quali sembrava in grado di affondare l'altra, ma salvò strategicamente dalla sconfitta la restante flotta dell'Unione. In seguito a ciò, furono costruite numerose navi simili alla USS Monitor per l'Unione, comprese le versioni a doppia torretta, e contribuirono notevolmente alla vittoria navale dell'Unione sugli stati ribelli. Nonostante il loro basso pescaggio e i conseguenti problemi di navigazione in alto mare, molti elementi di progettazione di base della classe monitore furono copiati in future navi da guerra da altri progettisti e marine. In particolare, la torretta rotante è considerata uno dei più grandi progressi tecnologici della storia navale, ancora oggi presente sulle navi da guerra.

## Progetti successivi
Più tardi Ericsson progettò altre navi da guerra e armi, tra cui un tipo di siluro e un cacciatorpediniere, una torpediniera che poteva sparare da un cannone sottomarino. Ha anche fornito un supporto tecnico a John Philip Holland nei suoi primi esperimenti sottomarini. Nel libro Contributions to the Centennial Exhibition (1877, ristampato nel 1976) presenta i suoi motori solari, che raccolgono il calore solare per un motore ad aria calda. Uno di questi progetti ha fatto guadagnare ad Ericsson un reddito supplementare, dopo che venne convertito per funzionare come motore a gas metano.

## Morte e conseguenti controversie
Ericsson morì l'8 marzo 1889, anniversario della battaglia di Hampton Roads, in cui la sua USS Monitor ebbe un ruolo importante.

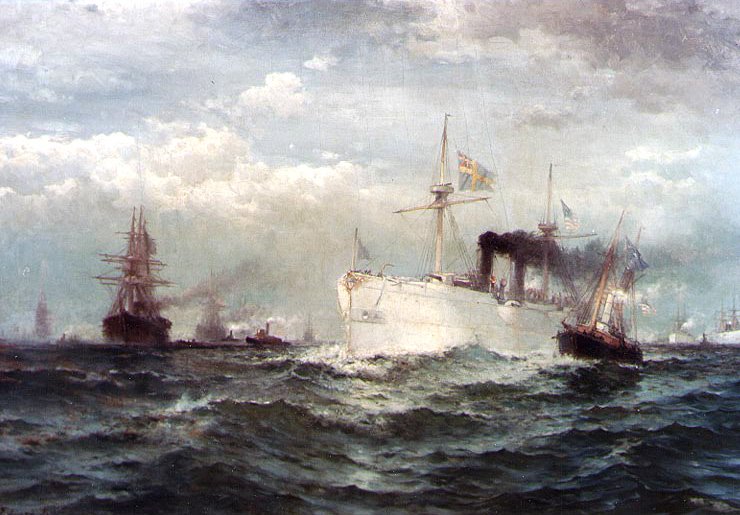
Il saluto d'addio della Squadra Bianca al corpo di John Ericsson, baia di New York, 23 agosto 1890

Il suo desiderio di essere sepolto nella sua terra natale ha scatenato una serie di articoli del New York Times secondo cui, scegliendo la USS Essex di terza classe per trasportare le sue spoglie, la marina degli Stati Uniti non stava rispettando adeguatamente Ericsson. La marina rispose e inviò i resti sulla USS Baltimore, scortata da altre navi come la USS Nantucket. Il 23 agosto 1890 la flotta partì con un saluto di ventuno colpi d'arma da fuoco e la bandiera svedese issata sulle navi dello squadrone. Circa 100.000 persone si presentarono per il corteo funebre e le cerimonie di partenza, tra cui diversi veterani dell'USS Monitor.
Le spoglie vennero seppellite a Filipstad, nel Värmland.

## Lascito
Sebbene nessuna delle sue invenzioni abbia creato grandi industrie, è considerato uno dei più influenti ingegneri meccanici di sempre e senza dubbio il miglior ingegnere navale in America nel XIX secolo.

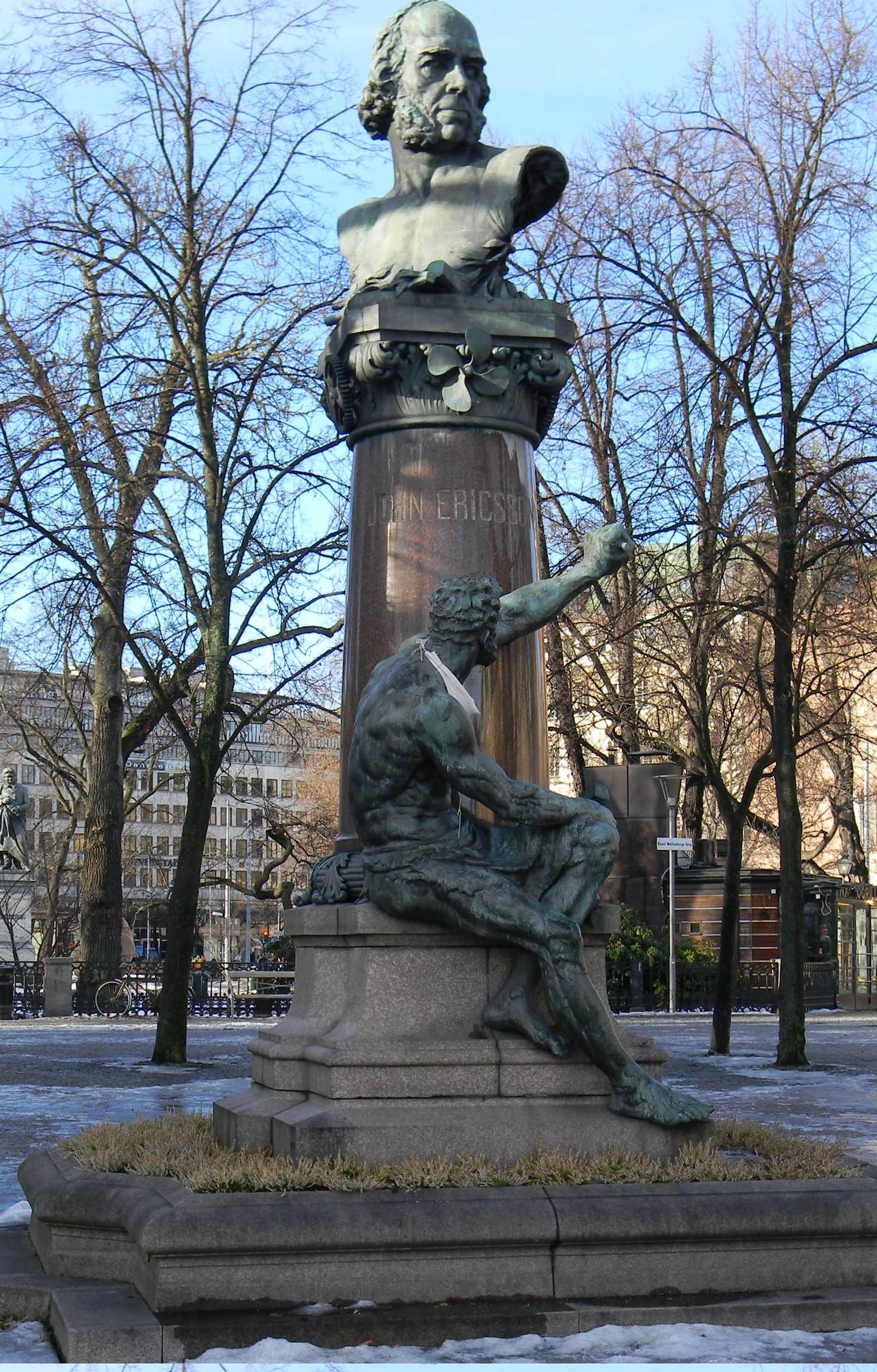
Statua di John Ericsson a Nybroviken, Stoccolma

## Invenzioni
- Il condensatore a vapore
- Il motore ad aria calda
- Il primo monitore al mondo, la USS Monitor, è stata progettata e costruita da Ericsson per la Union Navy nella guerra di secessione americana
- Una tipologia di siluro, in particolare la USS Destroyer', una torpediniera avanzata
- Il pannello solare termico, utilizzava specchi concavi per raccogliere abbastanza radiazioni solari da far funzionare un motore
- La USS Princeton
- Costruzione di armi a cerchio
- Perfezionamento propulsione a elica

## Borse di studio
- Membro straniero dell'Accademia reale svedese delle scienze nel 1850, membro svedese dal 1863
- Accademia Reale Svedese delle Scienze della Guerra nel 1852
- Dottorato ad honorem presso l'Università di Lund nel 1868

## Monumenti e memoriali

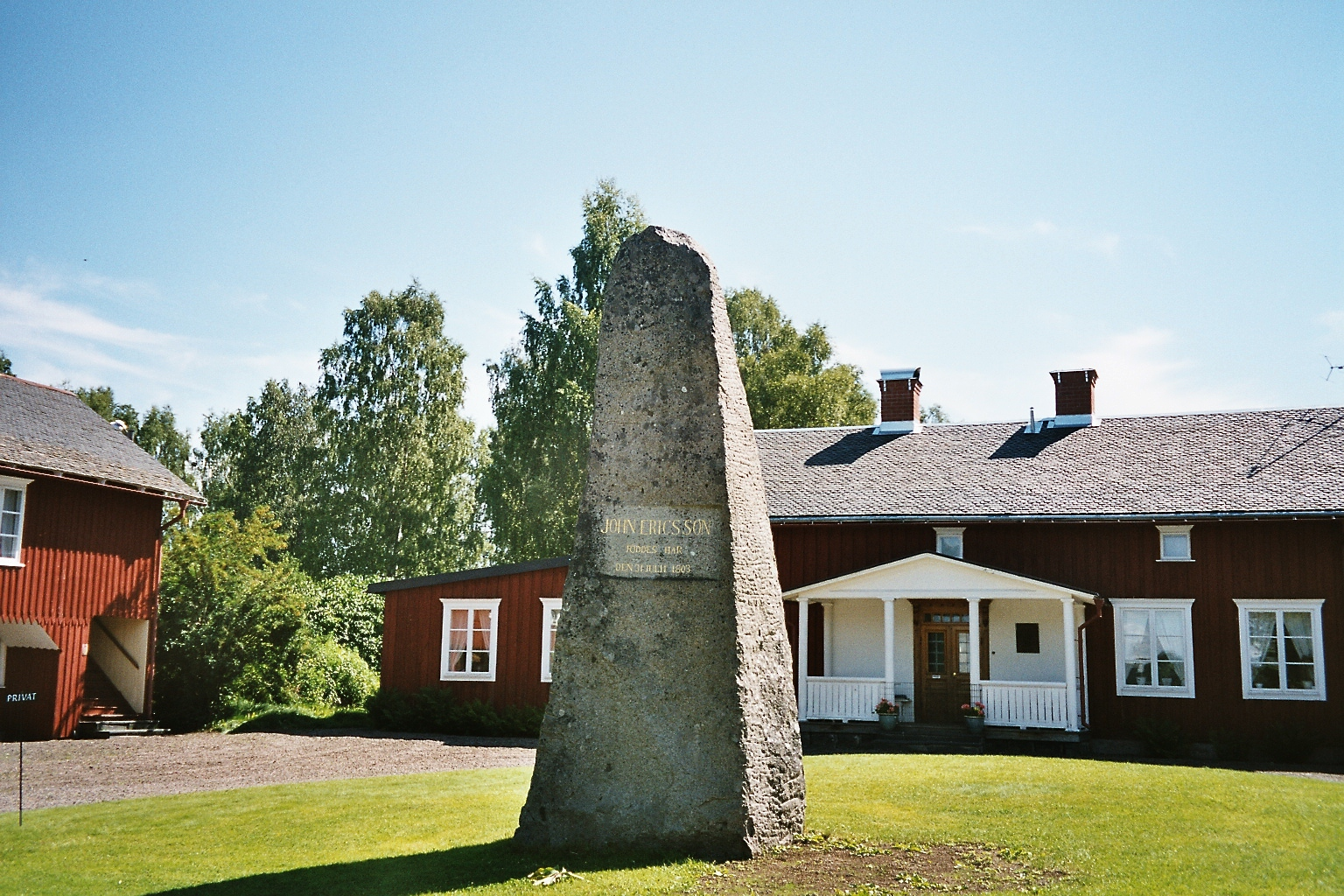
Memoriale nel suo luogo di nascita, Långbanshyttan, in Svezia

Il francobollo commemorativo di John Ericsson del 20 aprile 1926 coincise con l'inaugurazione dell'Ericsson Memorial nel West Potomac Park a Washington, direttamente a sud del Lincoln Memorial. Il francobollo raffigura il disegno commemorativo di J. H. Frazer. La figura seduta di Ericsson ha le figure sopra e dietro di lui di Visione, Lavoro e Avventura.
Monumenti in onore di John Ericsson sono stati eretti a:
- John Ericsson National Memorial nel National Mall a Washington
- John Ericsson Room presso l’American Swedish Historical Museum di Chicago
- Statua nel Battery Park a New York
- Nybroplan a Stoccolma
- Kungsportsavenyn a Göteborg
- John Ericsson Street a Lund in Svezia
- La fontana John Ericsson nel Fairmount Park a Filadelfia
- Quartiere Ericsson a Minneapolis
- Memoriale a Långbanshyttan, suo luogo di nascita, in Svezia

Navi che portano il suo nome:
- USS Ericsson

Organizzazioni:
- The John Ericsson Republican League of Illinois è un'organizzazione partigiana svedese-americana.

## Nella cultura di massa
Ericsson è un personaggio importante nei romanzi di storia alternativa di Harry Harrison, la trilogia Stars and Stripes.